# Черемас
Черемас (рос. Черемас) — селище в Арзамаському районі Нижньогородської області Російської Федерації.
Населення становить 11 осіб. Входить до складу муніципального утворення Чернухинська сільрада.

## Історія
Від 2009 року входить до складу муніципального утворення Чернухинська сільрада.

## Населення
| 2002 | 2010 |
| ---- | ---- |
| 34   | ↘11  |